# Nagy Mihály (zalai alispán)
Szalapatakai Nagy Mihály (1706 – Zalapataka, Zala vármegye, 1756. szeptember 6.) királyi tanácsos, Zala vármegye alispánja, országgyűlési követe, földbirtokos.

## Családja és származása
A Zala vármegyei nemesi származású szalapatakai Nagy családnak a sarja. Apja Nagy másképp Gábor János, zalai földbirtokos. Apai nagybátyja szalapatakai Nagy György (a Gábor György név alatt), Zala vármegye alispánja, országgyűlési követe, földbirtokos volt. Szalapatakai Nagy Mihály fivérei: szalapatakai Nagy György (†1748), helytartótanácsi ítélőmester, zalai főjegyző, földbirtokos, valamint szalapatakai Nagy Péter (1698–1763), földbirtokos voltak.

## Élete
Az alaptanulmányai után szalapatakai Nagy Mihály jogi képesítést szerzett; 1730. november 14-e és 1738. június 18-a között zalaegerszegi alszolgabíró volt; 1738. június 18-tól 1747. augusztus 13-ig Zala vármegye adószedője volt, 1747. augusztus 21-e és 1748. augusztus 21-e között Zala vármegye másodalispánjakánt szolgált. 1748. augusztus 21-e és 1756. szeptember 6-a között Zala megye első alispánja lett. Zala vármegyében Althann János Mihály gróf főispán 1751. január 15-én Bécsben kelt levelében javasolta a vármegyének az alispán szalapatakai Nagy Mihály és Hertelendy Gábor jegyző országgyűlési követté választását, amit a megyegyűlés aztán egyhangúlag el is fogadott. Az 1751. évi diétán is részt vevő követei, szalapatakai Nagy Mihály alispán és Hertelendy Gábor jegyző (megnyerve Padányi Bíró Márton veszprémi püspök támogatását is) javaslatot tettek egy a megyeszékhelyen, Zalaegerszegen felállítandó gimnázium létrehozására, amely sikertelen volt.
1753. február 5-én megyei hivatalviselésére és két évvel korábbi pozsonyi országgyűlési szereplésére hivatkozva Mária Terézia magyar királynő királyi tanácsosi címet adományozott neki.

## Házassága

A barkóczi Rosty család címere. 1632. október 31.

Szalapatakai Nagy Mihály alispán feleségül vette a tekintélyes és régi nemesi barkóczi Rosty családnak a leszármazottját, barkóczi Rosty Katalin (fl. 1739-1760) kisasszonyt, akinek a szülei barkóczi Rosty László (fl. 1710-1730), vasi szolgabíró, földbirtokos és zalalövői Csapody Mária (fl. 1710-1714) asszony voltak. A menyasszony apai nagyszülei barkóczi Rosty István (fl. 1691.–†1718), gróf németújvári Batthyány Pál familiárisa, majd árváinak a jószágkormányzója (bonorum prefectus), valamint jobbágyi Jobbágyi Regina (fl.1691-1694) voltak. Az anyai nagyszülei zalalövői Csapody István (†1703), győri lovas alparancsnok, a lövői várkapitány, és az ősrégi és tekintélyes osztopányi Perneszy családból való Perneszy Zsófia (fl. 1651–1702) voltak; Csapody Istvánné osztopáni Perneszy Zsófia szülei osztopáni Perneszy István (fl. 1647-1663) (†1663), a zalalövői vár főkapitánya, és nyéki Rauch Zsuzsanna voltak. Felesége révén szalapatakai Nagy Mihály sógorai barkóczi Rosty Ferenc (1718–1790) Vas vármegye alispánja és országgyűlési követe, királyi tanácsos, táblabíró, földbirtokos, valamint boldogfai Farkas Ferenc (1713–1770), Zala vármegye alispánja, táblabíró, földbirtokos. Közeli kapcsolatot ápoltak Rosty Kata leány testvérével, boldogfai Farkas Ferenc zalai alispánné barkóczi Rosty Annával (1722–1784); Nagy Mihálynak és Rosty Katának nem volt leszármazottja, ezért az özvegyasszony az összes földbirtokát és vagyonát a kedvenc unokaöccsének, boldogfai Farkas Andrásnak (1740–1782), zalalövői szolgabírónak hagyta a végrendeletében. Szalapatakai Nagy Mihályné Rosty Katalinnak az apai nagybátyja barkóczi Rosty István (fl. 1710-†1745), királyi tanácsos, 1730 és 1745 között Vas vármegye alispánja és országgyűlési követe, földbirtokos volt.